# Khourassanides
Les Khourassanides ou Banou Khourassan sont une dynastie locale ayant régné sur la ville de Tunis entre 1059 et 1135. 
La dynastie est fondée par Abd al-Haqq ibn Abd al-Aziz ibn Khurasan, qui est désigné en tant que gouverneur de Tunis par les Hammadides à la suite de leur sollicitation par les habitants, exaspérés par le fait que le sultan ziride Al-Muizz ne les protège pas des pilleurs hilaliens. La dynastie règne avec l'aide d'un conseil, le mashyakha, composé des notables de la ville.
La principauté khourassanide chute en 1135 face aux Normands, qui rattachent les côtes de l'Ifriqiya au royaume d'Afrique.

## Émirs khourassanides
- 1062-1095 : Abd al-Haqq ibn Abd al-Aziz ibn Khurasan
- 1095-1105 : Abd al-Aziz ibn Abd al-Haqq
- 1105-1107 : Ismail ibn Abd al-Haqq
- 1107-1128 : Ahmad ibn Abd al-Aziz
- 1128-1148 : occupation hammadide

## Gouverneurs khourassanides sous les rois siculo-normandsRoger IIpuisGuillaumeIer
- 1148 : Cadi Abu Muhammad Abd al-Mumin ibn Abu al-Hasan (élu, non-dynaste)
- 1148 : Muhriz ibn Ziyad (issu des Banu Riyah, non-dynaste)
- 1148-1149 : Abu Bakr ibn Ismail
- 1149-1160 : Abd Allah ibn Abd al-Aziz
- 1160 : conquête almohade